# Карл Гуннарссон
Карл Гуннарссон (швед. Carl Gunnarsson; 9 листопада 1986, Еребру, Швеція) — шведський хокеїст, захисник. Виступає за «Сент-Луїс Блюз» у Національній хокейній лізі.
Вихованець хокейної школи ХК «Еребро». Виступав за ХК «Еребру», ХК «Лінчепінг», ХК «Арбога», ХК «Вестерос», «Торонто Марліз» (АХЛ), «Торонто Мейпл-Ліфс».
В чемпіонатах НХЛ — 417 матчів (18+85). У Кубка Стенлі — 13 матчів (0+1).
У складі національної збірної Швеції учасник чемпіонатів світу 2009, 2010 і 2011 (24 матчі, 3+3). У складі юніорської збірної Швеції учасник чемпіонату світу 2004.
Досягнення
- Срібний призер чемпіонату світу (2011), бронзовий призер (2009, 2010)
- Срібний призер чемпіонату Швеції (2007, 2008).
- Володар Кубка Стенлі (2019)